# Grande Persia

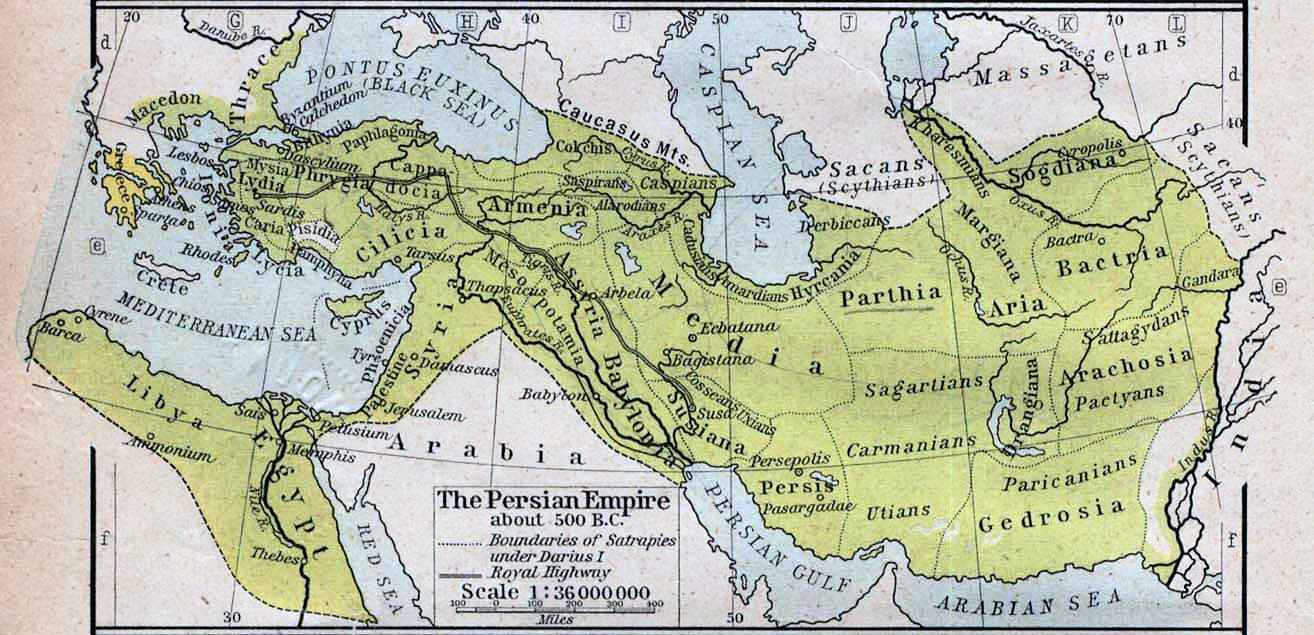
L'Impero achemenide, primo Stato sovrano a unificare l'area.

Grande Persia, Grande Iran, o ancora mondo iranico sono termini che indicano collettivamente le regioni in cui vengono parlate le lingue iraniche, o le regioni che facevano storicamente parte della Persia e/o dell'Impero persiano. L'Encyclopædia Iranica utilizza il termine continente culturale iraniano. Si tratta di una regione di antichissima civiltà, a cavallo tra l'Asia occidentale, meridionale e centrale, definita dalla presenza di un substrato culturale comune.
La regione è caratterizzata da una compenetrazione tra la lingua e la cultura di matrice iranica. Tradizionalmente, fino a poco tempo addietro, il fattore etnico non era mai stato un criterio di separazione in queste regioni. Ad esempio Richard Nelson Frye ha scritto:
È solo in tempi moderni, con l'intervento coloniale occidentale, che l'origine etnica è diventata un fattore di separazione tra le province di tutto il mondo iranico. Il mondo iranico è stato per la maggior parte della sua storia un super-stato culturale.
Il mondo iranico si estende dall'altopiano montuoso iraniano al Caucaso, a tutta l'Asia centrale fino alla provincia dello Xinjiang in Cina, che si trova nell'Asia orientale. La maggior parte degli studiosi definisce il mondo iranico includendo le repubbliche attuali di Iran, Afghanistan, Azerbaigian e le repubbliche dell'Asia centrale, d'altra parte storici iranisti come Richard Nelson Frye danno una definizione ben più ampia e lo definiscono come il raggruppamento de "la maggior parte del Caucaso, dell'Afghanistan e dell'Asia centrale, con influenze culturali che si estendono alla Cina e all'India." Secondo Frye, "Per Iran si intendono tutte le terre e i popoli le cui lingue iraniche sono o sono state parlate, e dove, in passato, esistevano multiformi culture iraniche." (p.xi, Greater Iran).

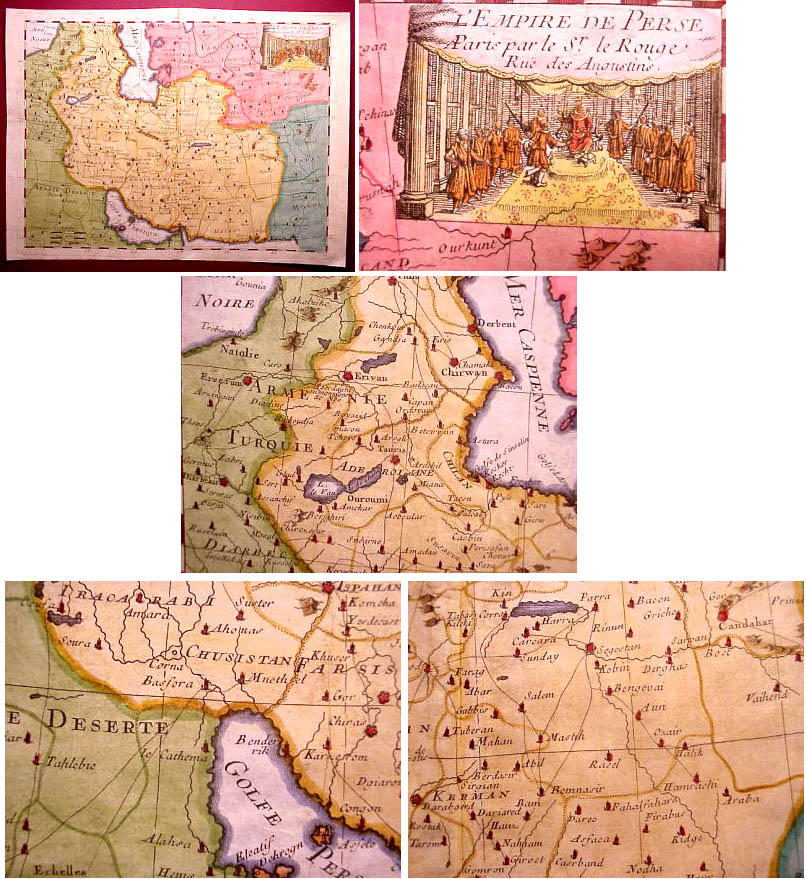
Carta topografica francese del 1748 di Le Rouge, intitolata L'impero di Persia.

Nell'opera Nuzhat al-Qolub (نزهه القلوب), il geografo medievale Hamdallah Mustawfi, scrisse:
بهتر و سازنده تر از خوشی آب و هوا

گنجه پر گنج در اران صفاهان در عراق

con il loro clima piacevole e pieno di promesse,

La ricca Gandja d'Arran, ed Esfahan,

Merv e Tus o Khorasan, e Konya (Aqsara).»

## Storia

### Origini

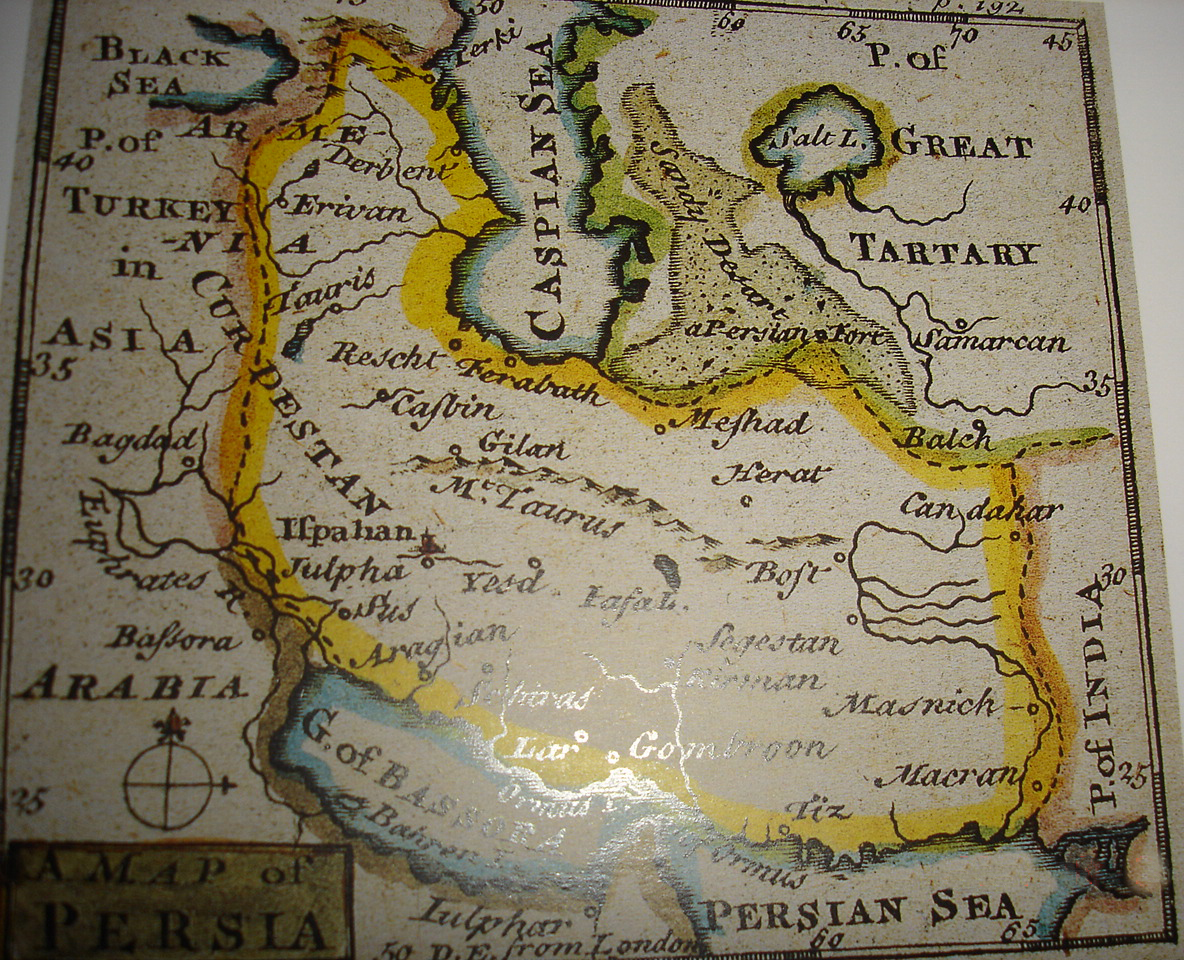
Carta del XIX secolo rappresentante il mondo iranico.

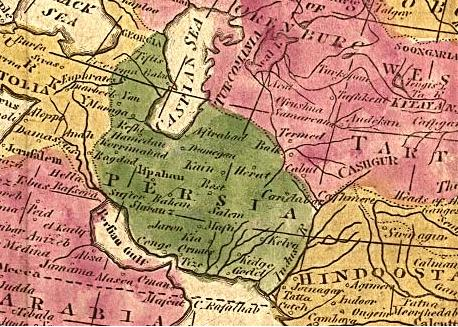
Una carta britannica della Persia del 1808.

In lingua persiana, il mondo iranico viene chiamato Iranzamin (ایران‌زمین), che significa "terra dell'Iran". Iranzamin è stato, in tempi mitici, opposto a Turanzamin, la "terre dei Tur", che si trovava nella parte nord dell'Asia centrale, la quale era anch'essa abitata da un popolo iranico.
Durante il periodo pre-islamico, gli iraniani distinguevano due principali regioni del territorio da loro governato; una era chiamata Iran e l'altra Aniran. Per Iran, si intendevano tutte le regioni abitate da popoli antichi iranici, con l'Iran che è stato centrale per questo concetto nel corso della storia. Questa zona era molto più grande di quanto lo sia oggi, poiché l'Impero iranico governava la più vasta estensione territoriale al mondo. La nozione di Iran come territorio (al contrario di Aniran) può essere visto come l'origine di questo antico concetto del mondo iranico. Più tardi, intervennero cambiamenti nei confini degli iranici, che ridussero il loro territorio, ma le lingue e le culture persiane rimasero un mezzo di comunicazione in molte parti dei territori una volta governati dagli iranici, anche quando questi ultimi persero quei territori.
Per spiegare con un esempio, la lingua persiana era la lingua letteraria principale e la lingua della corrispondenza in Asia centrale e nel Caucaso, prima dell'occupazione russa. L'Asia centrale è il luogo di nascita della Persia moderna. Inoltre, secondo il governo britannico il persiano era utilizzato nel Kurdistan iracheno prima dell'indipendenza dell'Iraq del Regno Unito tra il 1918 e il 1932.

### Storia recente
Con l'impero russo che avanzava regolarmente verso sud nelle guerre contro la Persia, i trattati di Turkmenchay e  Golestan sui confini occidentali, la morte inaspettata di Abbas Mirza nel 1823 e l'uccisione del visir di Persia (Mirza AbolQasem Qa'im Maqam), molti khanati dell'Asia centrale cominciarono a perdere la speranza del sostegno della Persia contro le armate dello Zar. Le armate russe occuparono le coste del Lago Aral nel 1849, Tashkent nel 1864, Bukhara nel 1867, Samarcanda nel 1868 e Khiva e l'Amu Darya nel 1873.

#### Trattati
- Trattato di Golestan del 1813: L'Iran perse il controllo su numerosi territori del Caucaso.
- Trattato di Turkmenchay del 1828: firmato da Fath Ali Shah. La Russia imperiale acquisì la sovranità sul Caucaso.
- Dichiarazione di Parigi del 1856: firmata da Nasseredin Shah. L'Iran perse Herat e delle zone dell'Afghanistan in cambio dell'uscita del Regno Unito dai porti del sud dell'Iran.
- Trattato di Akhal del 1881: firmato da Nasseredin Shah. L'Iran perde Merv e e delle parti del Khwarezm in cambio di garanzie di sicurezza da parte della Russia imperiale.
- 1893: l'Iran perde delle regioni vicine al fiume Atrak che le erano state date con il trattato di Akhal. Questo trattato venne firmato dal generale Boutsoff e Mirza Ali Asghar Amin al-Sultan il 27 maggio 1893.
- 1970: l'Iran abbandona la sua sovranità sul Bahrein, cedendola al Regno Unito, in cambio delle isole del Golfo Persico.

## Province del mondo iranico

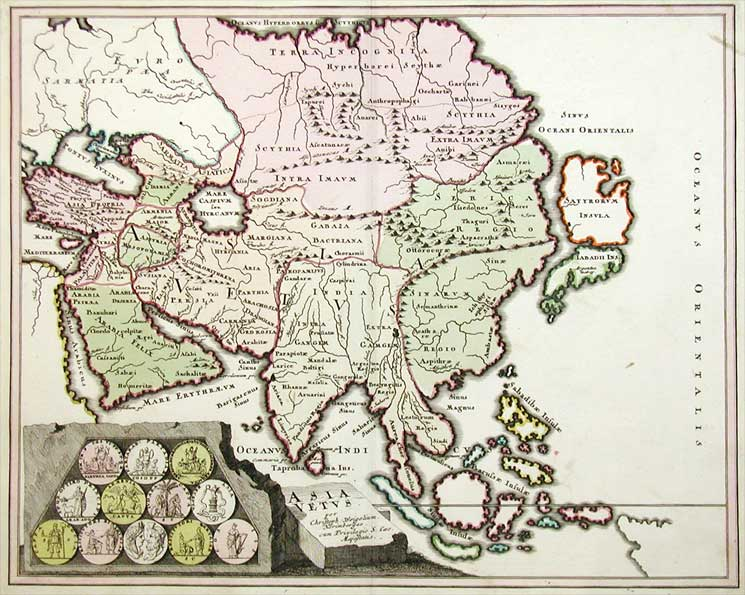
Carta dell'Asia centrale nel 1719.

### Asia centrale
"Khwarezm è una delle regioni di Iran-Zamin, ed è il luogo di nascita degli antichi iraniani, Airyanem Vaejah, secondo l'antico libro dell'Avestā." 

#### Tagikistan
L'inno nazionale del Tagikistan, "Surudi milli", attesta l'identità perso-tagiche, che hanno avuto una rinascita dopo il distacco dall'URSS. La lingua tagica è praticamente identica a quella parlata in Afghanistan e in Iran, e le città portano dei nomi persiani, ad esempio Doushanbe, Isfara (Esfarayen), e Kolyab.

#### Afghanistan
Gli afgani sono orgogliosi di essere vicini discendenti degli ariani o, per essere più precisi: Ariana - la pronuncia greca di Airyanem Vaejah in Avestā o "Aryavarta" in sanscrito, che significa terra di ariani. Oggi questa espressione in antico persiano o Avesta è conservata nel nome della compagnia di bandiera afgana, Ariana Airlines. Il termine 'Ariana Afghanistan' è ancora popolare tra molte persone nel paese.
L'Afghanistan faceva parte del Khorasan, ed era quindi noto come Khorasan (con le regioni situate attorno a Merv e Nishapur), che in lingua pahlavi significa "la terra orientale" (خاور زمین in persiano)
L'Afghanistan è dove si trova Balkh, luogo di nascita di  Rumi, di Abd Allah Ansari di Herat e di molte altre figure della letteratura persiana. La lingua dari, parlata in Afghanistan, è un dialetto molto vicino al persiano ed è ampiamente parlata in Afghanistan.
Nasseredin Shah perse il controllo di Herat, a favore dei britannici, nel 1857.
ززابل به کابل رسید آن زمان

È arrivato da Zabol a Kabul in quei giorni, 

گرازان و خندان و دل شادمان

insolente, gioioso ed ilare

---Firdusi in Shāh-Nāmeh

#### Turkmenistan
Luogo di origine dell'impero parto (Nysa). Merv è anche il luogo dove il Califfo, metà persiano, al-Maʾmūn trasferì la capitale per spostare il centro del Califfato in una zona più remota della terra in cui si parlava arabo. La città di  Eshgh Abad (Ashgabat) ha un nome persiano che significa "città dell'amore", e come l'Iran, l'Afghanistan e l'Uzbekistan, una volta era parte dell'Airyanem Vaejah.

#### Uzbekistan
Le celebri città di Afrasiab, Bukhara, Samarcanda sono in Uzbekistan. Molti esperti si riferiscono a queste città come il luogo di nascita del persiano moderno. I Samanidi, che rivendicarono l'eredità dei sassanidi costruirono qui la loro capitale.
ای بخارا شاد باش و دیر زی

Oh Bukhara! Gioia e lunga vita a te!

شاه زی تو میهمان آید همی

Il tuo re, viene verso te.

---Rudaki

#### Cina occidentale
Le regioni del Xinjiang e della Cina accolsero delle popolazioni persiane e la loro cultura.

### Regioni curde
Le regioni curde in Iraq e in Turchia sono mescolate con la cultura e la storia del resto del mondo iranico. I curdi dell'Iran sono suddivisi nelle numerose regioni e sono discendenti delle tribù ariane dell'antichità come il resto degli iraniani.

### Nord-ovest del Pakistan
Numerose vestigia dell'architettura iraniana si trovano ancora in questa regione (ad esempio Mosquée Wazir Khan) e più di un milione di locutori di lingua persiana orientale vivono in questa regione.
Muhammad Iqbal, di Lahore, è considerato un peso massimo della letteratura persiana.
Tuttavia, queste regioni sono considerate più terre persianofone appartenenti al subcontinente indiano, piuttosto che direttamente connesse con il mondo iraniano.

### Regioni del Caucaso
Vestigia Sassanidi si trovano nel nord, fino a Darband, oggi in Russia del sud. (i termini Daghestan e Darband sono entrambi di origine persiana). Queste regioni vennero annesse dalla Russia imperiale nel XVIII e XIX secolo. Ancora oggi, queste regioni mantengono la loro identità iraniana, come si può vedere nelle loro tradizioni e costumi (ad esempio Norouz).

#### Azerbaigian
Si separò dall'Iran alla metà del XIX secolo, a seguito del trattato di Golestan e Turkmanchai. La città di Baku (Bād-kubeh) è un'altra città di origini persiane. Il termine Azerbaigian deriva dal vecchio persiano "Azar-Padegan" (Atropatan).
Malgrado l'annessione di questa regione da parte della Russia imperiale, la maggior parte dell'Azerbaigian è oggi territorio iraniano.
گزیده هر چه در ایران بزرگان
زآذربایگان و ری و گرگان
Tutti i nobili e grandi d'Iran
venivano dall'Azerbaigian, di Rey e di Gorgan.
--Vis e Rāmin

#### Armenia
L'Armenia è stata una provincia del mondo iranico dai tempi degli Achemenidi. L'Iran possiede ancora oggi una minoranza armena non indifferente.

#### Naxçıvan
All'inizio nell'antichità, Narseh di Persia fece costruire delle fortificazioni in questa regione. Molto più tardi, le figure intellettuali e letterarie di punta del periodo Qajar erano originarie di questa regione. Il Naxçıvan si separò dall'Iran alla metà del XIX secolo, a seguito dei trattati di Golestan e Turkmanchai.
که تا جایگه یافتی نخچوان

Oh Naxçıvan, tu hai ottenuto rispetto, 

بدین شاه شد بخت پیرت جوان

Che la tua fortuna prosegue con questo re.

---Nizami

#### Georgia e Ossezia

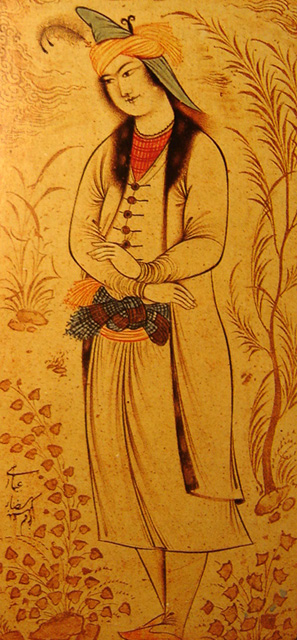
Il principe Muhammad-Beik di Georgia, 1620. Dipinto di Reza Abbasi. Conservata al Museum Für Islamische Kunst di Berlino.

La Georgia, o "Gorjestan" era una provincia persiana, nell'epoca sasanide (soprattutto ai tempi di Ormisda IV). All'epoca safavide, i vincoli della Georgia con l'impero persiano divennero così stretti che i georgiani sostituirono quasi i Kizilbash nei tribunali safavidi. Il persiano era anche la lingua amministrativa ufficiale in Georgia, all'epoca di  Shah Tahmasp e Allah-verdi Khan, tanto che il famoso ponte chiamato "Si-o-se pol" ad Esfahan faceva parte delle élite georgiane nel governo safavide. La Georgia è stata una provincia persiana dal 1629 al 1762, quando iniziò a farsi sentire l'influenza russa.
Quanto detto sopra è particolarmente vero per la "Georgia orientale" che è stata storicamente legata al sud che la sosteneva, mentre la Georgia occidentale cercò sostegno al nord. La città di "Teflis" (ora Tbilisi) fu persiana per un certo tempo. Il sovrano Qajar, Abbas Mirza, trascorse qualche tempo in questa città.
Infine, la Persia non fu in grado di confrontarsi con la Russia in Georgia, e abbandonò ufficialmente la sua supremazia sulla Georgia a seguito del trattato di Golestan e di Turkmanchai. Oggi, la Georgia è un paese più sotto l'influenza russa.

#### Iraq moderno
L'Iraq era una volta la parte occidentale del mondo iranico. A volte comprese anche quello che oggi è l'Iraq orientale, dal momento che era quello in cui si trovava la capitale sasanide (Ctesifonte). Ci sono città dell'Iraq contemporaneo il cui nome persiano è ancora in uso (ad es  Anbar). Anche dopo che l'Iraq venne arabizzato, la presenza persiana era ancora significativa e persino dominante in certi periodi, tanto che diversi santi sciiti sono sepolti a Najaf e a Karbala. Infine, i safavidi persero il controllo di queste aree a vantaggio dell'Impero ottomano.